# Michele Waagaard
Michele Waagaard (Tailandés มิเชลวอกอร์ด) (Nacida el 7 de marzo de 1980 en Hønefoss), es una cantante, modelo, presentadora de televisión y locutora de radio noruega-tailandesa. En 1995 ganó el título de "Modelo" del Año", otorgado por la revista tailandés "The Boy".
Michele se trasladó a Tailandia, donde obtuvo su residencia y se instaló en Bangkok, allí estudió en el Patana School y tiene una licenciatura en Artes de la Comunicación de la Universidad de Assumption. Ella apareció en varios videos musicales, junto a famosas estrellas como Bird Thongchai McIntyre, Raptor, Mosca, UHT, Maew Jerasak y entre otros más. En 1996 firmó un contrato discográfico con Grammy Entertainment de Tailandia. Además ella formó parte de una banda musical, integrada por chicas adolescentes, con quienes lanzó un álbum titulado "Teen 8 Grade A". Este álbum fue muy recibida por el público tailandés, ya que la banda vendió unas 100.000 copias y realizaron varias giras de concierto. 
Michele debutó en el mundo del modelaje de pasarela a tiempo completo, fueron durante muchos años que trabajó con los más grandes diseñadores de moda reconocidos de Tailandia, que entonces estaba considerado como uno de los más grandes en la industria de la moda tailandesa, Michele apareció en muchas portadas de revistas. En 2002, se convirtió en una VJ de MTV. Luego se mudó a Los Ángeles, California, para asistir a un Instituto de Lee Strasberg. Michele se mudó de regreso a su país de origen a Noruega en 2005. Allí organizó y condujo un programa musical llamada SVISJ, difundida por la cadena televisiva nacional NRK. Asistió también al instituto Noroff, para especializarse en el campo del cine y la radiodifusión de televisión. En diciembre de 2008, Michele condujo un programa de televisión llamado GBOB Challenge (la Batalla Global de las Bandas de World Finals), en el centro de Londres.
Desde 2010 a 2012, Michele pasó a trabajar para una estación de radio local de Bangkok de WAVE FM 88. Conduciendo un programa de entretenimiento solo los fines de semana.